# José da Silva Paes
José da Silva Paes o de acuerdo a la grafía portuguesa actualizada: José da Silva Pais (Lisboa, bautizado el 25 de octubre de 1679 — Lisboa, 14 de noviembre de 1760) fue un militar y administrador colonial portugués.
Estuvo envuelto en diversas situaciones y localizaciones en las disputas territoriales entre portugueses y españoles en el territorio que hoy es la región sur del Brasil. Su principal rival español en estas disputas fue Pedro de Ceballos.
En 1737 una expedición militar portuguesa al mando de José da Silva Paes fue enviada con el propósito de garantizar a Portugal la posesión de las tierras ubicadas al sur del actual Brasil. El 17 de febrero de 1737 Silva Paes fundó el presidio de Río Grande, en la desembocadura del río San Pedro que conecta la laguna de los Patos con el océano Atlántico, erigiendo también el fuerte Jesús, María, José de Río Grande. El área era objeto de incursión española comandada por Pedro de Ceballos, quien por dos veces la tomó. Esta posesión originó la Capitanía d'El-Rei que existió hasta 1760 cuando se creó la Capitanía de Río Grande de San Pedro.
En la isla de Santa Catarina, mientras estuvo en manos españolas bajo el dominio de Pedro de Ceballos, el brigadier incursionó y la tomó para los portugueses, permaneciendo como gobernador de la isla cuando en 1739 fue creada la capitanía de Santa Catalina con la porción sur de la capitanía de San Pablo y los nuevos territorios en la zona de Río Grande. Silva Paes fue gobernador de la isla desde el 7 de marzo de 1739 hasta el 25 de agosto de 1743, reasumiendo el gobierno el 20 de marzo de 1746 hasta el 2 de febrero de 1749.
Proyectó y construyó las fortalezas que constituirían el sistema de defensa de la isla de Santa Catalina:
- Al norte: fortaleza de São José da Ponta Grossa, fortaleza de Santa Cruz de Anhatomirim y fortaleza de San Antonio de Ratones;[3]
- Al sur: fortaleza de Nossa Senhora da Conceição de Araçatuba.[3]